# Coralie Audret
Coralie Audret, (de son vrai nom Coralie Colas) est une actrice française.

## Biographie
Fille de l'acteur, dramaturge, metteur en scène et cinéaste Daniel Colas, Coralie Audret décide de devenir comédienne après avoir été, dans un premier temps, athlète de haut niveau : elle a mené un temps une carrière de cavalière de saut d’obstacles au niveau international sous son patronyme, Coralie Colas.
Après une formation de fond elle fait ses débuts dans le rôle éponyme de Charlotte Corday.
Elle enchaîne ensuite théâtre, télévision et cinéma. Bilingue, elle tourne également pour la BBC.
Elle participe à d’importantes créations théâtrales comme la pièce Henri IV, le bien-aimé de Daniel Colas, conséquent succès public et critique qui obtient trois nominations aux Molières 2011.
En 2017, son rôle dans le film de Samuel Cohen Bacry Je voulais te dire, aux côtés de Samy Naceri, lui vaut le prix d'interprétation féminine au festival ALTFF de New York.
En septembre 2019, elle reprend pour deux saisons le rôle de Coralie Blain dans Plus belle la vie.

## Théâtre
- 2005 : Le Mariage de Barillon de Georges Feydeau, théâtre du Nord-Ouest
- 2005 : Charlotte Corday de Daniel Colas, mise en scène de l'auteur, Petit Théâtre Hébertot
- 2007 : Eva de Nicolas Bedos, théâtre des Mathurins
- 2010 : Charlotte Corday de Daniel Colas, mise en scène de l'auteur, théâtre des Mathurins
- 2010 : Henri IV, le bien-aimé de Daniel Colas, mise en scène de l'auteur, théâtre des Mathurins
- 2012 : Henri IV, le bien-aimé de Daniel Colas, mise en scène de l'auteur, tournée A.T.A.
- 2014 : Le Tombeur de Robert Lamoureux, mise en scène de Jean-Luc Moreau, tournée P.L.P.
- 2015 : Le Tombeur de Robert Lamoureux, mise en scène de Jean-Luc Moreau, Théâtre des Nouveautés
- 2015 : Un certain Charles Spencer Chaplin de Daniel Colas, mise en scène de l'auteur, Théâtre de Poche Montparnasse
- 2016 : La Louve de Daniel Colas, mise en scène de l'auteur, Théâtre de Poche Montparnasse
- 2017 : Un certain Charles Spencer Chaplin de Daniel Colas, mise en scène de l'auteur, tournée A.T.A.
- 2017 : La Louve de Daniel Colas, mise en scène de l'auteur, Tournée A.T.A.

## Filmographie

### Cinéma
- 2004 : Nuit noire de Daniel Colas
- 2007 : En la ciudad de Sylvia de José Luis Guérin - Sélection officielle Festival de Venise 2007
- 2009 : L'amour c'est mieux à deux de Arnaud Lemort et Dominique Farrugia
- 2010 : Les Insomniaques de Jean-Pierre Mocky
- 2012 : El Regresso de Elias Urquijo de Roque Madrid
- 2017 : Je voulais te dire de Samuel Cohen Bacry

### Télévision
- 2007 : Sur le fil de Bruno Garcia
- 2008 : Martin Martin de Soren
- 2009 : Ris de François Guérin
- 2010 : Fais pas ci, fais pas ça de Laurent Dussaux
- 2011 : Section de recherches de Jean-Marc Perrin
- 2011 : Meurtres au paradis (Death in Paradise ) de Charles Palmer - BBC : S01E01 : Sarah Lavender, Lady Salcombe
- 2011 : Alice Nevers, le juge est une femme de Alexandre Laurent
- 2011 : Profilage de Alexandre Laurent
- 2013 : 14 - Des armes et des mots de Jan Peter
- 2018 : Le Mort de la plage de Claude-Michel Rome : Gwenaëlle Leroy-Vidal
- 2019 - 2022 : Plus belle la vie : Coralie Blain #2[5]
- 2021 : La Faute à Rousseau d'Adeline Darraux et Octave Raspail : La mère de Margaux (mini-série, épisode Margaux et la Vérité)
- 2024 : Slow Horses, saison 4, épisode 3 : Natacha

## Distinctions
- 2017 : Prix d'interprétation  - ALTFF New York  - pour Je voulais te dire[3].